# Dinjapygidae
Dinjapygidae  (лат.) — семейство двухвосток (Diplura). Крыльев и глаз нет. Ротовой аппарат грызущий, полностью погружён в головную капсулу. Трихоботрии расположены на 4—17 или 4—20 члениках усика. Преанальные железы отсутствуют. Церки несегментированные, клещевидные. Южная Америка: Боливия и Перу.

## Систематика
6 видов и 1 род с учётом синонимии таксона Leipojapyx.
- Род Dinjapyx Silvestri, 1930 (=Leipojapyx Smith, 1959)
  - Dinjapyx barbatus Silvestri, 1930 — Перу
  - Dinjapyx manni Silvestri, 1948 — Боливия
  - Dinjapyx marcusi Silvestri, 1948 — Боливия
  - Dinjapyx michelbacheri (Smith, 1959) — Перу
    - =Leipojapyx michelbacheri

  - Dinjapyx rossi (Smith, 1959) — Перу
    - =Leipojapyx rossi

  - Dinjapyx weyrauchi González, 1964 — Перу